# Jean Jérôme Hamer
Jean Jérôme Hamer, OP (Bruxelas, 1 de junho de 1916 -Roma, 2 de dezembro de 1996) foi um cardeal belga que foi prefeito da Congregação para os Institutos de Vida Consagrada e Sociedades de Vida Apostólica de 1985 a 1992.

## Biografia
Ele nasceu em Bruxelas e ingressou na ordem dominicana em 1934, tomando o nome de Jérôme. Ele recebeu seu treinamento religioso em La Sarte, uma casa de estudos dominicana perto de Huy (Bélgica) e Universidade de Louvain. Fez seu serviço militar e, durante a Segunda Guerra Mundial, passou 3 meses de 1940 como prisioneiro. Ele foi ordenado em 3 de agosto de 1941. Ele continuou seus estudos na Universidade de Friburgo, na Suíça, onde obteve seu doutorado em teologia . Ele estava no corpo docente do Pontificium Athenaeum Internationale Angelicum para o ano letivo de 1952-53.  Ele era um membro da equipe da Universidade de Friburgo desde 1944, onde ele retornou e lecionou até 1962.

## Episcopado
Foi nomeado secretário do partido em 1958, Secretaria de Promoção da Unidade dos Cristãos, em 12 de abril de 1969. Então, em 14 de junho de 1973, foi nomeado arcebispo titular de Lorium e secretário da Congregação para a Doutrina da Fé.
Ele foi consagrado em 29 de junho de 1973 pelo Papa Paulo VI. Em 1974, a Congregação publicou uma "declaração sobre o aborto provocado", reafirmando a oposição da Igreja ao procedimento controverso desde a publicação da Humanae Vitae . Mais tarde, ele ajudou a escrever o documento Persona Humana sobre o tema da ética sexual .
Permaneceu nesse cargo até que o Papa João Paulo II o nomeou Pro-Prefeito da Congregação para os Institutos de Vida Consagrada e Sociedades de Vida Apostólica em 1984. Naquela época, o título de Prefeito era reservado para alguém que já era cardeal.

## Cardinalizado
Tornou-se prefeito da Congregação quando foi nomeado cardeal-diácono de São Saba no consistório de 25 de maio de 1985, dois dias depois do qual o título completo lhe foi formalmente concedido. Ele renunciou ao cargo de chefe da Congregação em 21 de janeiro de 1992. Ele optou pela ordem dos Cardeais Sacerdotes depois de dez anos e sua diáconia foi elevada a vice - presidente em 29 de janeiro de 1996. Ele perdeu o direito de participar de um conclave quando completou 80 anos em 1996. Ele faleceu em 2 de dezembro de 1996 em Roma.